# شتالاج

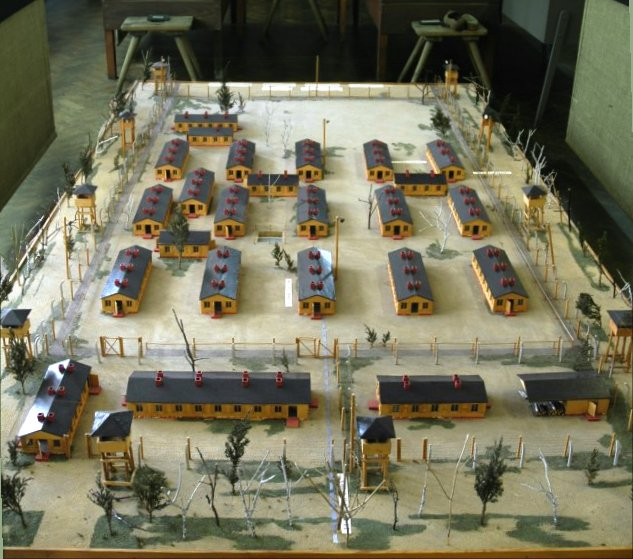
نموذج لمركب واحد من Stalag Luft III الضخم

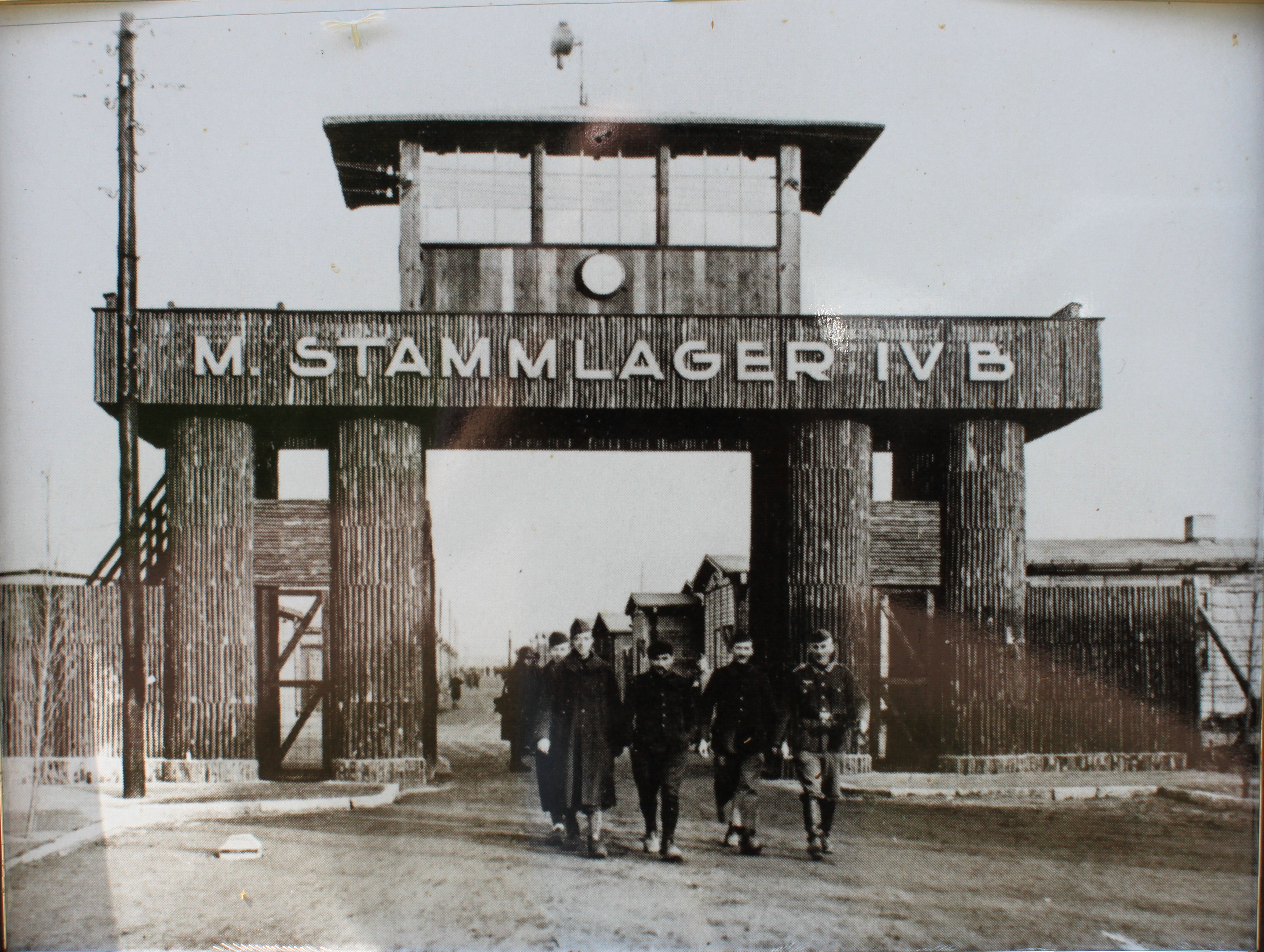
الدخول إلى Stalag IV-B Mühlberg

في ألمانيا،شتالاج أو المعسكر (/ˈstælæɡ/ ، تُلفظ بالألمانية: [ˈʃtalak]) هو مصطلح يستخدم في معسكرات أسرى الحرب. ستالاج هو اختصار لـ " Sta mm lag er"، وهو في حد ذاته اختصار لـ Kriegsgefangenen-Mannschaftsstammlager، وترجمته الحرفية هي «تمسكها الحرب» (أي أسرى الحرب «فريق» «المعسكر الرئيسي»). لذلك، يعني مصطلح "Stalag" تقنيًا «المخيم الرئيسي».

## التعاريف القانونية
وفقًا لاتفاقية جنيف الثالثة لعام 1929 وسلفها، اتفاقية لاهاي لعام 1907، القسم الرابع، الفصل 2،  هذه المعسكرات مخصصة لأسرى الحرب فقط وليس المدنيين. تم تشغيل ستالاج في كل من الحرب العالمية الأولى والحرب العالمية الثانية وكان الغرض منها استخدامها للأفراد غير المفوضين (رتبة مجند في الجيش الأمريكي والرتب الأخرى في قوات الكومنولث البريطانية). تم احتجاز الضباط في معسكرات منفصلة تسمى Oflag . خلال الحرب العالمية الثانية، قامت لوفتفافه (القوات الجوية الألمانية النازية) بتشغيل Stalag Luft حيث تم احتجاز الأفراد الطيارين، الضباط وضباط الصف. وكريغسمارينه (البحرية الألمانية) لديها مارلاج لأفراد البحرية وMilag للعاملين في البحرية التجارية.
المدنيون الذين تم إلحاقهم رسميًا بالوحدات العسكرية، مثل مراسلي الحرب، حصلوا على نفس المعاملة التي يتمتع بها العسكريون بموجب الاتفاقيات.
تسمح اتفاقية جنيف الثالثة، القسم الثالث، المادة 49، باستخدام أفراد الصف الأدنى رتبة للعمل في الزراعة والصناعة، ولكن ليس في أي صناعة تنتج مواد حربية. تفصل مقالات أخرى في القسم الثالث الشروط التي يجب أن يعملوا بموجبها، وأن يتم إسكانهم ودفع أجورهم. خلال الحرب العالمية الثانية، تم انتهاك هذه الأحكام الأخيرة باستمرار، ولا سيما بالنسبة للسجناء الروس والبولنديين ويوغوسلافيين. وفقا لأيديولوجية النازية، اعتبرت السلافكassisch minderwertig («دونية عنصرية»).
كان التجويع سياسة مدروسة في ستالاج، خاصة فيما يتعلق بأسرى الحرب السوفييت. تتكون المخيمات من حقل بسلك شائك حوله، حيث كان الآلاف من الناس محشورين معًا. لم يكن هناك عادة مكان للجلوس أو الاستلقاء. أيضا، في كثير من الأحيان لم يكن هناك مأوى من الطقس المتقلب، والذي يمكن أن يكون باردًا جدًا في الشتاء البولندي والبيلاروسي. كان الطعام المقدم قليلًا جدًا لإبقاء السجناء على قيد الحياة. في الستالاج السوفياتي، كان معدل الوفيات خلال الحرب بأكملها 57.5 في المائة، على الرغم من أن هذا المعدل كان يجب أن يكون أعلى بكثير خلال الأشهر الأخيرة من عام 1941. وبالمقارنة، كان معدل وفيات ستالاج للحلفاء الغربيين أقل من 5 بالمائة. مات أكثر من أسرى الحرب السوفييت كل يوم في المخيمات النازية خلال خريف عام 1941 من العدد الإجمالي لأسرى الحرب المتحالفين الغربيين في الحرب بأكملها.
بشكل عام، تم فصل السجناء من جنسيات مختلفة عن بعضهم البعض بواسطة أسوار من الأسلاك الشائكة. في كثير من الأحيان، يُسمح للسجناء الذين يتحدثون نفس اللغة، على سبيل المثال جنود الكومنولث البريطاني، بالاختلاط.

## أربيتسكوماندوس
في كل ستالاج، أقام الجيش الألماني معسكرات فرعية تسمى أبتزلاغا لاحتجاز السجناء بالقرب من مواقع عمل محددة، سواء المصانع أو مناجم الفحم أو المحاجر أو المزارع أو صيانة السكك الحديدية. احتجزت هذه المخيمات الفرعية في بعض الأحيان أكثر من 1000 سجين، مفصولين حسب الجنسية. كانت المخيمات الفرعية تدار من قبل الستالاج الأم، التي احتفظت بسجلات الأفراد وجمع البريد وحزم الصليب الأحمر الدولية ثم سلمتها إلى الفرد Arbeitskommando. أي شخص أصيب في العمل، أو مرض، أعيد إلى Lazarett (مرافق الرعاية الطبية).

## ستالاجات معروفة
ستالاج لوفت 3، وهو معسكر كبير لأسرى الحرب بالقرب من زاجان، سيليزيا، ألمانيا (الآن Żagań في بولندا)، موقع محاولة هروب (تم تصويره لاحقًا باسم Tالهروب الكبير). في 24 مارس 1944، هرب 76 سجينًا من الحلفاء من خلال نفق بطول 110 م (حوالي 360 قدمًا). من بين هؤلاء، تم القبض على 73 في غضون أسبوعين، وتم إعدام 50 منهم بأمر من هتلر في جرائم القتل في ستالاج لوفت 3.
أكبر معسكر أسرى حرب ألماني في الحرب العالمية الثانية كان ستالاج السابع-إيه في موسبورغ، ألمانيا. تم سجن أكثر من 130,000 جندي من الحلفاء هناك. تم تحريرهم من قبل الفرقة المدرعة الأمريكية الرابعة عشرة بعد معركة قصيرة مع جنود فرقة إس إس 17 بانزرجرينادير غوتز فون بيرليتشينغن في 29 أبريل 1945. 
يتميز ستالاج III-سي بهروب المظلي الأمريكي جوزيف بيرل، الذي انضم لاحقًا إلى كتيبة دبابات سوفيتية بقيادة أليكساندرا ساموسينكو، والتي عادت لتحرير المعسكر.

## في الثقافة الشعبية
تم تصوير سجن الطيارين في بفيلم هوجانز هيروز في "Luft Stalag 13" الوهمية بالقرب من هاميلبورغ.